# Drugi svjetski rat u Hrvatskoj
Drugi svjetski rat u Hrvatskoj započeo je 6. travnja 1941. invazijom Trećeg Reicha na Kraljevinu Jugoslaviju, a završio je oslobođenjem Zagreba 8. svibnja 1945. i konačnim slomom Nezavisne Države Hrvatske.

## Hrvatski teritorij
6. travnja 1941. Hrvatska je teritorijalno izgledala drukčije nego danas. Kraljevina Italija posjedovala je Istru, Rijeku i dio Dalmacije, što je dobila Rapalskim i Rimskim sporazumom zbog obećanja Antante tijekom Prvog svjetskog rata u Londonu 1915. Hrvatska je tada bila dio Kraljevine Jugoslavije. Nakon sloma Jugoslavije osnovana je Nezavisna Država Hrvatska, pri čemu je dobila dijelove Bosne, Hercegovine i Vojvodine, ali je izgubila Međimurje koje je okupirala Kraljevina Mađarska i dijelove Dalmacije koje je okupirala Kraljevina Italija. U ovom članku obrađuje se prostor današnje Hrvatske tijekom Drugog svjetskog rata.

## Pozadina
Tijekom 1920-ih i 1930-ih dolazi do uspona radikalnih ideologija. U Italiji vlast preuzimaju Mussolinijevi fašisti, a u Njemačkoj Hitlerovi nacisti. Hitler pokreće 1939. Drugi svjetski rat i do proljeća 1941. osvaja cijelu Europu, izuzev Ujedinjenog Kraljevstva i SSSR-a. Iako su Staljin i Hitler bili saveznici i zajedno okupirali države te ubijali nevine ljude, Hitler potajno planira napad na SSSR nazvan Operacija Barbarossa. Međutim, prije toga mora dovesti Balkan pod svoju kontrolu, zbog čega pokreće Pothvat 25 - invaziju Kraljevine Jugoslavije i Grčke, čime započinje Travanjski rat.
U isto vrijeme, Jugoslavijom vlada kralj Aleksandar I. Karađorđević, koji 1929. postaje diktator te progoni i ubija mnoge nevine Hrvate. U Hrvatskoj se organizira Ustaški pokret koji predvodi odvjetnik Ante Pavelić iz redova Hrvatske stranke prava.

## Tijek rata godine 1941.

### Travanjski rat i osnivanje NDH
Jugoslavija potpisuje 25. ožujka ulazak u Trojni pakt, međutim 27. ožujka izvršen je puč kojim su srpski časnici proglasili kralja Petra II. punoljetnim. Vođa pobune bio je general Dušan Simović kojeg su podržale britanske tajne službe. Ubrzo nakon prevrata uhićeni su knez Pavle Karađorđević i premijer Dragiša Cvetković. Simović je pokušao uvjeriti Hitlera da će Jugoslavija i dalje podržavati Trojni pakt, ali Hitler mu nije vjerovao i pokrenuo je invaziju Jugoslavije 6. travnja. Invazija je započela snažnim bombardiranjem Beograda, a podržali su je Italija, Mađarska i Bugarska. Jugoslavenske snage ne uspijevaju obraniti domovinu i povlače se u unutrašnjost, a kralj Petar i ministri bježe iz zemlje s hrvatskim zlatom. Jugoslavija potpisuje kapitulaciju 17. travnja.
Dok su njemački vojnici osvajali jugoslavenski teritorij, Hitler je razmišljao o tome koga će postaviti kao vođu satelitske hrvatske države. U to doba najmoćnija politička stranka bio je HSS pod vodstvom Vladka Mačeka, pa mu je Hitler ponudio da bude hrvatski poglavar pod njemačkom zaštitom. Maček to odbija, a Mussolini predlaže Hitleru da Hrvatskom zavladaju ustaše i njihov poglavnik, Ante Pavelić. U dogovoru s Pavelićem i njemačkim veleposlanikom Edmundom Weesenmayerom, pukovnik Slavko Kvaternik proglašava 10. travnja Nezavisnu Državu Hrvatsku. Talijanski fašisti uspijevaju skupiti 200 ustaša, daju im oružje i kamionima ih prevoze u Hrvatsku, gdje oni preuzimaju vlast. Weesenmayer je uspio nagovoriti Mačeka da pozove svoje pristaše na mir i vjernost novoj vlasti. Pošto je hrvatski narod još od 1102. htio samostalnu hrvatsku državu, NDH je za njih bila "ostvarenje tisućljetnog sna", te su je u početku mnogi podržali.

### Unutarnja politika
Ubrzo nakon osnivanja NDH počelo je i osnivanje sabirnih logora. Ustaše su imali nekoliko sabirnih logora, uglavnom na području Slavonije, dok su nacisti i fašisti imali logore u Vojvodini i Dalmaciji. Prvi sabirni logor, Danica, osnovan je već 15. travnja pokraj Koprivnice. Ipak, najveći sabirni logor u NDH bio je Jasenovac, u kojem su završavali Srbi, Hrvati, Židovi, Romi i kriminalci. Prema službeno dostupnim podatcima u Jasenovcu je ubijeno 80.000 ljudi.
Budući da je u Italiji izuzetno jaka bila iredenta, fašisti su prigrlili tu težnju i odlučili iskoristiti ustašku vlast da se dokopaju jadranske obale. Talijanski vođa Benito Mussolini i Pavelić potpisuju 18. svibnja tzv. Rimske ugovore prema kojima pod Italiju potpada velik dio Dalmacije. Povjesničar N. Barić smatra da bi i bez ugovora došlo do zaposjedanja Dalmacije te da je Pavelić njima uspio ograničiti šire talijanske pretenzije.
Fašistička Italija Dalmaciju ne traži zbog brojčane prevlasti etničkih Talijana u njoj — Talijana je tek osamnaest tisuća — nego, kako u svojemu dnevniku piše njihov ministar vanjskih poslova Galeazzo Ciano, po načelu njihova životnog prostora. Ubrzo nakon okupacije dolazi do talijanizacije naziva naselja, prezimena i imena, u škole se uvodi talijanski jezik, iz uprave i administracije odstranjuju se svi koji ne govore talijanski. Okupatori rade na zatiranju hrvatske povijesti, uništavaju i pljačkaju muzeje, palače, umjetnine; iz arhiva u Italiju odvoze stotine kutija starih dokumenata. U namjeri stvaranja "svoje Dalmacije" (tal. la Dalmazia nostra) fašističke vlasti pokreću plansko istrebljivanje dalmatinskih Hrvata, masovnim strijeljanjima, teroriziranjem naroda u odmazdama, kaznenim ekspedicijama sa spaljivanjem čitavih sela i odvođenjem stanovništva u logore, kojih su stvorili gustu mrežu, ponajviše po otocima. Logora za slavensko stanovništvo Dalmacije i Slovenije bilo je i u Italiji, po nekim procjenama za njih oko sto tisuća. U logoru na Molatu vladala je glad i bolesti, a samo krozanj prošlo je do kapitulacije Italije 1943. godine dvadeset do trideset tisuća zatvorenika. Na Rabu bio je logor Kampor za sjeverni Jadran, za Dalmaciju su glavni logori bili još i kod Preka i na Zlarinu, a za južni Jadran imali su veće logore na Mamuli i na Prevlaci.

### Začetak partizanske pobune
Ustaški teror izazivao je veliko nezadovoljstvo u narodu, jer Hrvati kao katolici nisu mogli prihvatiti progone Srba.[nedostaje izvor] Međutim, nitko se nije mogao suprotstaviti NDH, posebno ne Komunistička partija Jugoslavije, jer je Sporazum Ribbentrop-Molotov još bio na snazi, a po njemu komunisti i nacisti moraju surađivati u borbi protiv slobode i demokracije. Međutim, 22. lipnja Hitler pokreće napad na SSSR, zbog čega je u Sisku utemeljen prvi partizanski odred u Europi. Iako su članovi odreda samo pobjegli u šumu u strahu od progona ustaških vlasti, a u nekoliko sljedećih mjeseci napravili tek nekoliko diverzija, značaj odreda je u tome što je to prvi odred NOB-a i prva antifašistička postrojba u Europi uopće. Odred je imao 77 boraca, a osnivači i zapovjednici bili su Vlado Janić-Capo i Marijan Cvetković.

## Tijek rata godine 1942.

### Protupartizanske operacije
Tijekom 1942. Sile osovine pokreću protupartizanske operacije s ciljem da unište jugoslavenske partizane. Dok nacisti i ustaše ratuju protiv partizana u Bosni, fašisti i četnici ratuju protiv ustaša u Dalmaciji. Jedna od najpoznatijih bitaka je Operacija Albia koja se odvila krajem kolovoza 1942. Cilj te operacije bilo je čišćenje partizanskih snaga, ali je provedeno i etničko čišćenje Hrvata. Četnici su počinili stravične zločine, a jedan od najpoznatijih je pokolj u Zabiokovlju 29. kolovoza 1942. godine u kojem je stradalo više desetaka Hrvata, između ostalog i tri katolička svećenika.

### Partizanske diverzije
Pošto su 1942. nacističke i ustaške snage bile znatno brojnije od partizanskih, partizani nisu smjeli ući u otvorene sukobe s osovinskim postrojbama, nego su ratovale koristeći gerilsku taktiku. Jedna od najpoznatijih diverzija zbila se 6. rujna u hrvatskom mjestu Gojlu. Pet stotina partizana napalo je hrvatske naftne izvore, koje je branilo 40 Nijemaca i 120 domobrana. Diverzija se pokazala uspješnom jer su naftni izvori uništeni, a korištenje nafte u njemačkim vojnim postrojbama u NDH drastično se smanjilo. U operaciji su poginula 32 Nijemca, a 7 ljudi je zarobljeno.

## Tijek rata godine 1943.

### Protupartizanske operacije
U proljeće 1943. nacisti, fašisti, ustaše i četnici udružuju se u pokušaju uništenja dalmatinskih partizana. Bitka je trajala tri mjeseca i vodila se u okolici rijeke Neretve. Iako je osovinska ofenziva neuspjela, partizani trpe teške gubitke, pošto gube tri četvrtine svoje vojske. Četnici doživljavaju veliki poraz, a u njihovim redovima nastaje rasulo i dezerterstvo, te ova bitka označava i svršetak četničkog ratovanja u Hrvatskoj. Otprilike u isto vrijeme Ustaško-domobranski slavonski zdrug pokreće pokušaj uništenja slavonskih partizana kod Šušnjara, ali bitka završava odlučnom pobjedom partizana. 

### Kapitulacija Italije
Saveznici se u srpnju 1943. iskrcavaju na Siciliji, a 8. rujna oslobođena je Italija. Poglavnik Ante Pavelić koristi novonastalu situaciju, poništava Rimske ugovore te vraća Istru i Dalmaciju NDH. Unatoč tome, antifašisti imaju druge planove pa 26. rujna proglašavaju ujedinjenje Istre i matice Hrvatske.
U isto vrijeme, velika količina talijanskog oružja i vojne opreme pada u ruke partizanima, koji naglo jačaju te uspijevaju osloboditi dijelove Istre. Nacisti pokreću operaciju kako bi uzeli to isto oružje od partizana i Talijana, pa nastaju nove bitke na području Hrvatske, ali i cijele Europe. Potaknuti kapitulacijom Italije, Splićani preuzimaju vlast u gradu 9. rujna, a sljedećeg dana u Split dolazi i Prva dalmatinska brigada NOVJ-a. Njemačke i ustaške postrojbe napadaju grad, te ga uspijevaju zauzeti nakon gotovo mjesec dana borbe.

### Jesenske bitke
Partizani 2. listopada napadaju Ludbreg, grad kod Varaždina koji je služio nacistima i ustašama kao uporište. Vrlo brzo ga osvajaju, a značaj bitke je u tome što je imala velik utjecaj na jačanje partizanskih snaga i intenziviranje antifašističke borbe u sjeverozapadnoj Hrvatskoj. Partizanske postrojbe izvode i napad na Glinu 23. studenog, jer se ondje nalazio njemački garnizon. Međutim, Sile Osovine pobjeđuju u bitci, a partizani trpe velike gubitke.

## Tijek rata godine 1944.

### Dalmatinske bitke
U proljeće 1944. hrvatski partizani vode više bitaka u Dalmaciji, pogotovo na južnodalmatinskim otocima. 26. dalmatinska divizija NOVJ-a izvršava 22. studenog desant na Korčulu. Uspješnom taktikom pomorskih bitaka, partizani oslobađaju Korčulu već 24. studenog, iako uz velike gubitke. Partizani i Britanci 2. lipnja pokreću desant na Brač kako bi Nijemci poslali postrojbe na otok, a partizani se lakše borili u Drvaru. Međutim, do 4. lipnja bitka je gotova i završava nacističkom pobjedom. Partizani se ne predaju i 11. rujna pokreću novi pokušaj oslobođenja Brača, koji ovaj put rezultira uspjehom i velikim njemačkim gubitcima. U studenome se odvija i bitka za Knin kojom partizani napokon uspijevaju osloboditi Dalmaciju.

### Slavonske bitke
U vrijeme dalmatinskih bitaka oštre su se bitke vodile u Slavoniji. Tijekom listopada odvijala se bitka za Koprivnicu, važna, ali nedovoljno poznata bitka u hrvatskoj povjesnici. Oko 20,000 partizana napalo je Koprivnicu s ciljem da je zauzme. Grad je branilo samo 2,000 ustaša, domobrana i ostalih postrojbi, ali i to je bilo previše za partizane. Unutar četiri dana partizani su izgubili više tisuća vojnika i nisu uspjeli osvojiti grad, a hrvatski branitelji pod vodstvom viteza Rafaela Bobana zadržali su grad u hrvatskim rukama još neko vrijeme. U studenome su Crvena armija i NOVJ uspjeli osvojiti Baranju, što je Sovjetima otvorio put prema Kraljevini Mađarskoj koju su namjeravali osvojiti.
Nešto kasnije Šesti slavonski korpus napao je Našice, čime je otpočela najveća bitka Drugog svjetskog rata na tlu Slavonije. Iako su partizani bili blizu osvajanja grada, a Nijemci i Hrvati trpjeli velike gubitke, ipak su uspjeli poraziti partizane te je grad ostao u osovinskim rukama.

## Tijek rata godine 1945.

### Oslobođenje Rijeke
Tijekom 1945. vodile su se posljednje borbe između partizana i Nijemaca. Istra je već bila oslobođena, a pokušaj oslobođenja Rijeke počeo je 16. travnja. Bitka je trajala preko dvadeset dana, do 6. svibnja, ali je završila pobjedom Jugoslavenske armije i porazom njemačkih vojnih postrojbi. Time je Rijeka vraćena matici Hrvatskoj nakon 21 godine talijanske okupacije i terora.

### Slavonske bitke
Krajem travnja i početkom svibnja 1945. Jugoslavenska armija uspijeva osloboditi Karlovac te natjerati njemačko-hrvatske postrojbe na povlačenje. U isto vrijeme vodila se slavna bitka za Odžak, simbol partizanskog terora i hrvatskog junaštva. Bitka je trajala sve do 25. svibnja, kad je Treći Reich odavno bilo palo, zbog čega u narodu i danas postoji uzrečica: "Berlin je pao, a Odžak nije!" Odnos snaga je bio sličan kao u bitci za Koprivnicu: 20,000 partizana i 2,000 ustaša. Problem je bio u tome što su u pitanju bile domaće ustaše koje su izvrsno poznavale teren, a vojni zapovjednik im je bio genijalni strateg Petar Rajkovačić. Tijekom mjesec i pol dana Hrvatske oružane snage pružale su nevjerojatno jak otpor, tako da je Odžak osvojen i okupiran tek kad su ga počeli bombardirati britanski zrakoplovi, pritom teško ranjavajući Rajkovačića. Nakon bitke grupica od stotinjak ustaša probila je snage cijele jugoslavenske brigade te se još godinama gerilski borila protiv partizana u šumama (na njihov način). Po dolasku u grad partizani su poklali 2,500 ljudi, uključujući i katoličke svećenike, žene, starce, djecu i pacijente bolnice.

## Unutarnje poveznice
- Drugi svjetski rat
- ZAVNOH
- Narodnooslobodilački pokret u Hrvatskoj

## Vanjske poveznice
- HercegBosna.org: Drugi svjetski rat Dušan Bilandžić: Hrvatska moderna povijest, Golden Marketing, Zagreb, 1999

1. Slom Jugoslavije - stvaranje Nezavisne Države Hrvatske (NDH)
2. Ustanak u Srbiji i Crnoj Gori - izbijanje rata između partizana i četnika - slom ustanka - prijenos težišta u zapadnu Bosnu i Hrvatsku
3. Prekretnica u BiH - odlučujuća bitka partizanske i jugoslavenske vojske (četnika) - neuspjeli pokušaj prodora u Srbiju 1943.
4. Odlučujuća 1943- - slamanje snaga obnove Kraljevine Jugoslavije - neuspjeh HSS-a - početak agonije NDH - plima partizanskog pokreta - konstitucija jugoslavenske federacije
5. Završetak oslobodilačkoga i građanskog rata 1945. - vojni i politički slom velikosrpskih snaga - slom NDH
6. Razmišljanja o ratu u bivšoj Jugoslaviji 1941-1945.